# نیمکت‌عشق

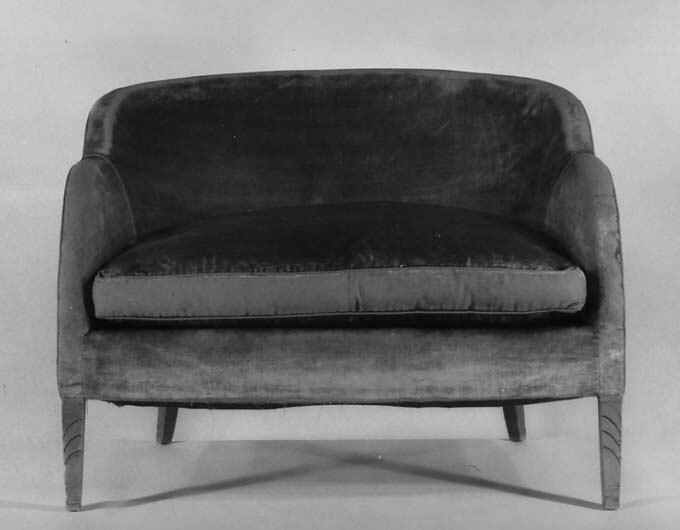
نیمکت‌عشق یا نیمکت دو-نفره، ۱۹۳۰ میلادی، موزهٔ هنر متروپولیتن

نیمکت‌عشق یا loveseat نوعی کاناپه است که به‌طور معمول دونفره ساخته می‌شود اما گونه‌های سه‌نفره و بیشتر نیز وجود دارد.
نیمکت‌عشق پیشینه‌ای دویست ساله داشته و از سال ۱۸۰۰ میلادی در ایالات متحده آمریکا ساخته می‌شده‌ است.

## ملایرپایتخت مبل و منبت ایران
شهر ملایر تولیدکننده بیش از ۶۳ درصد مبل ایران می‌باشد و هرساله جشنواره مبل و منبت در این شهر برگزار می‌شود. همچنین ملایر به عنوان شهر ملی مبل و منبت در لیست شهرهای صنایع‌دستی کشور ثبت شد.
امروزه نام مبل و منبت با شهرستان ملایر آمیخته شده‌است و تعداد افرادی که در این شهرستان در زمینه صنایع چوبی مشغول به کار هستند به بیش از هشت هزار نفر می‌رسد، صنایع چوبی ملایر نه تنها در بازارهای داخلی شناخته شده‌ است بلکه به کشورهای همسایه مانند عراق نیز صادر می‌شود. با این وجود، نبود یک نمایشگاه دائمی مبل و منبت در این شهرستان از جمله مشکلاتی است که صنعت مبل و منبت ملایر از آن رنج می‌برد.

## خصوصیات نیمکت‌عشق
در بدنهٔ این مبلمان اغلب اثری از چوب نیست. پایه‌ها کوتاه و دسته‌ها پهن می‌باشند و قیمت و مرغوبیت آن نسبت به مبل استیل نازل تر می‌باشد. همچنین ابعاد این مبلمان نسبت به مبلمان استیل کوچکتر می‌باشد. نیمکت‌عشق خود به چند دسته تقسیم می‌شود که معروف‌ترین آن‌ها «ال»، «ال‌یو»، «شانو» و… است. اخیراً در تولیدات بیشتر مبلمان راحتی مقداری از چوب در نمای مبل نیز دیده می‌شود

## تعداد نیمکت‌عشق
تعداد اصولی مبل‌های راحتی ۷ نفره و ۸ نفره می‌باشد. که به‌صورت ۱ عدد کاناپه + ۱ عدد دو نفره و دو عدد تکی می‌باشد
و ست ۸ نفره آن نیز به‌صورت ۲ عدد کاناپه + ۲ عدد تکی می‌باشد

## نگارخانه

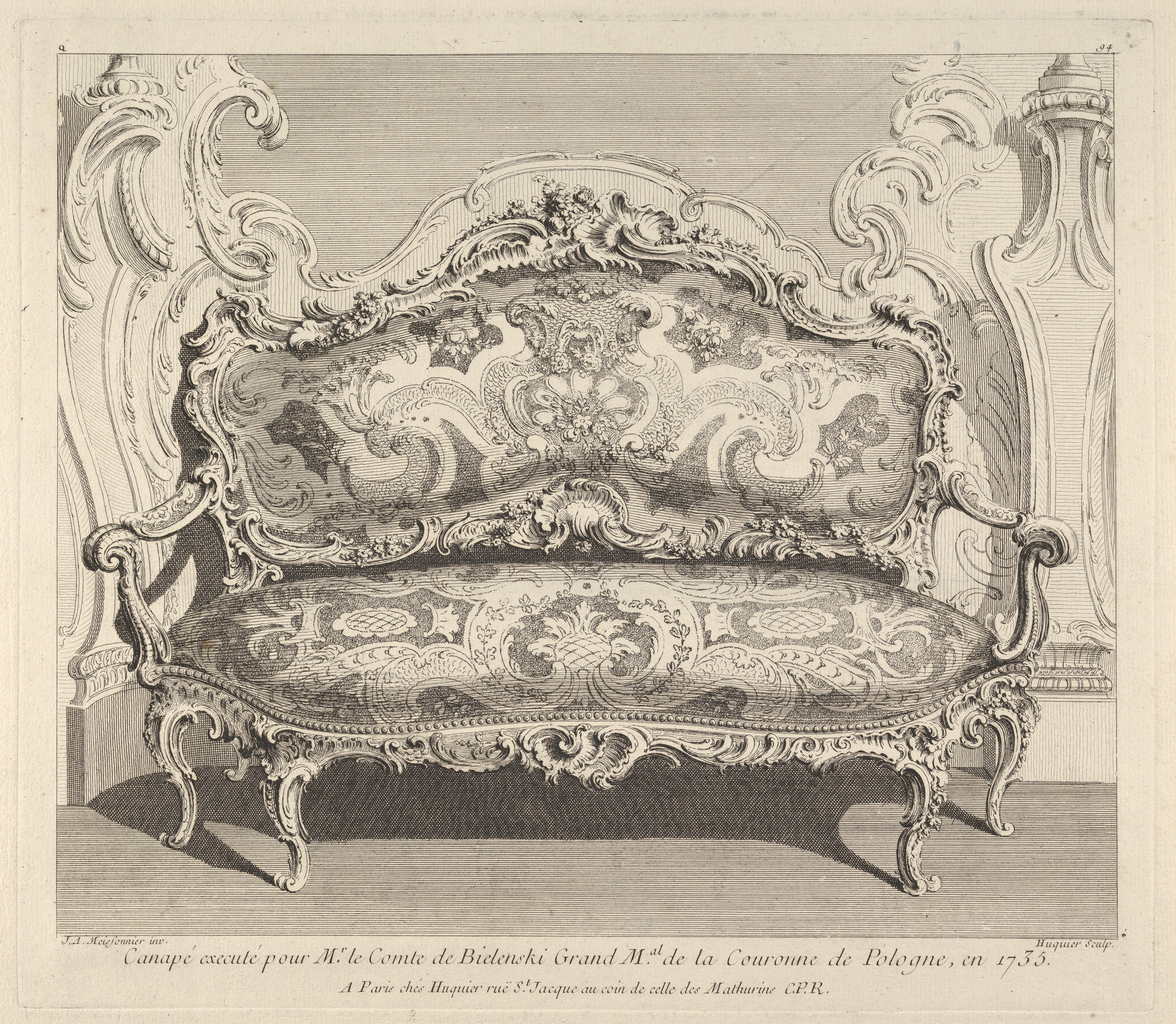
میز صندلی دو نفره فرانسوی، پاریس، ۱۷۳۵، موزه متروپولیتن نیویورک
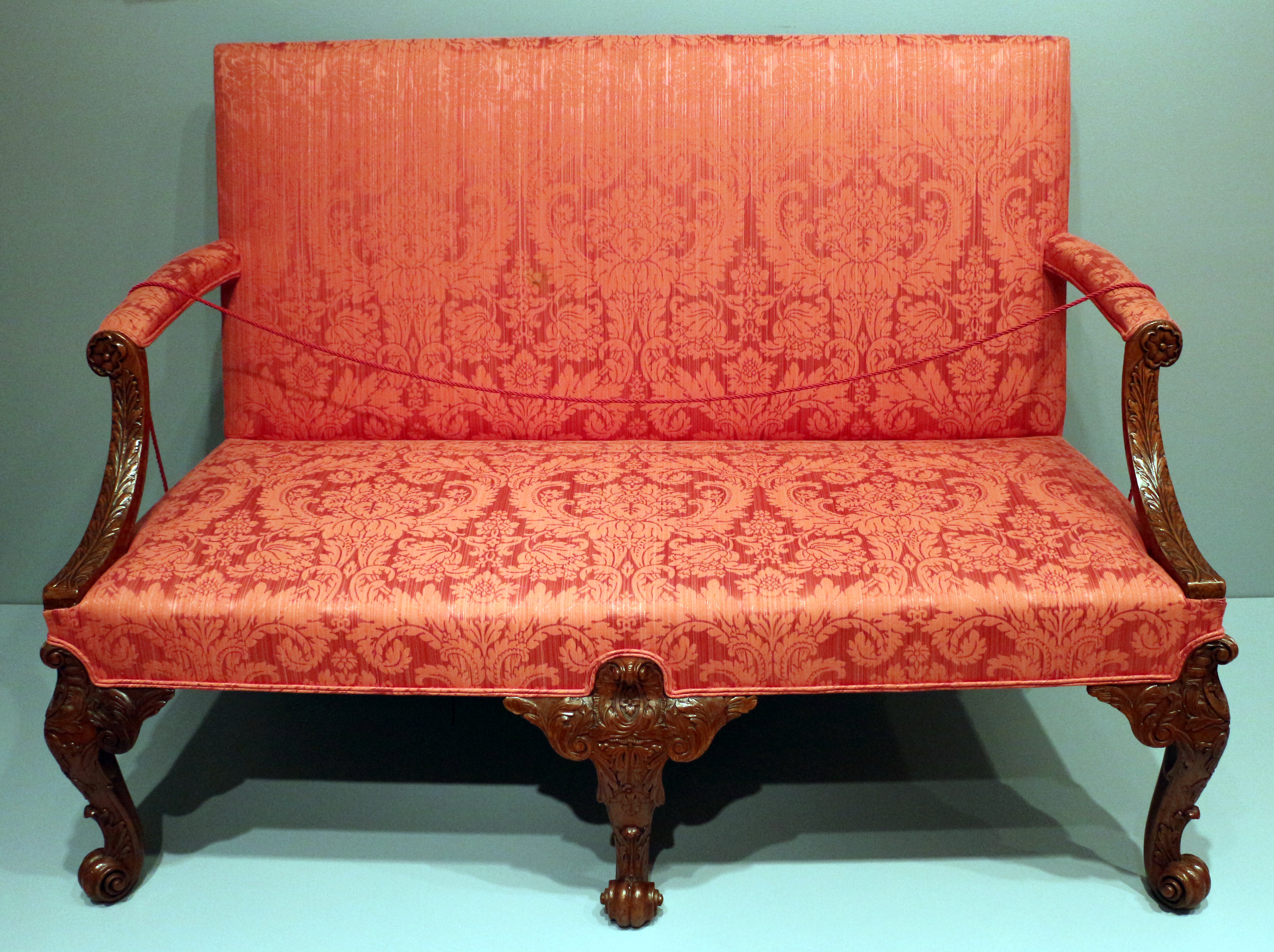
کاناپه بریتانیایی دو نفره، لندن، ۱۷۴۰/۱۷۵۰، مرکز هنرهای معاصر سینسینتی
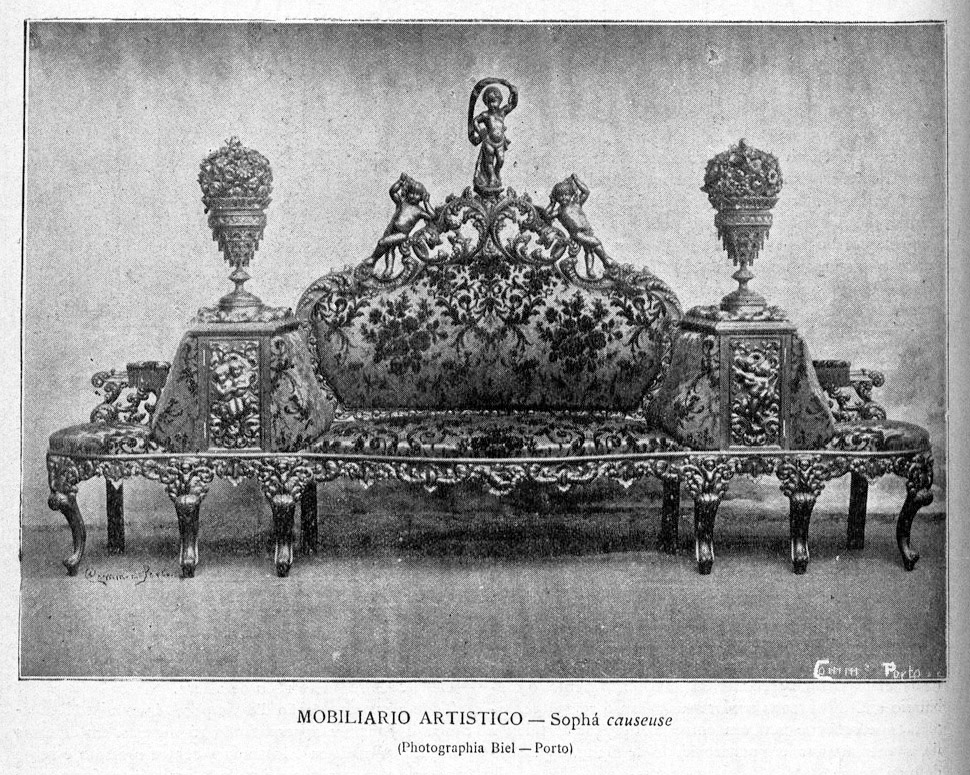
مبل راحتی دو نفره با صندلی‌های مثلثی در دو طرف، قبل از سال ۱۸۹۷، سبک احیای روکوکو، پرتغال
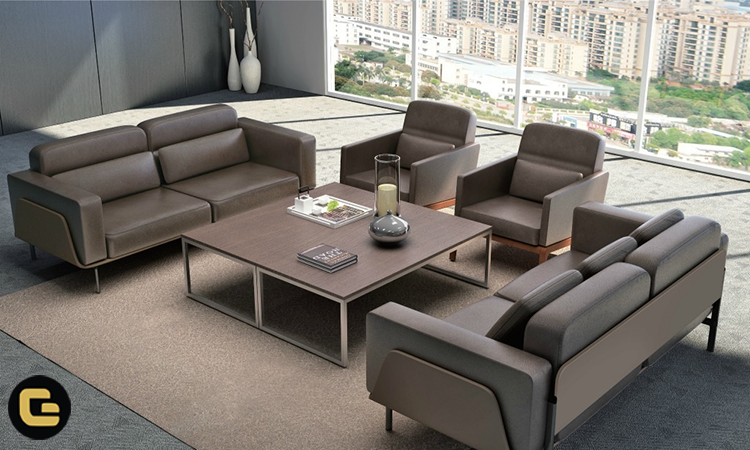
مبلمان اداری